# 克韋茨科
克韋茨科是波蘭的城鎮，位於該國中部，由大波蘭省負責管轄，面積9.61平方公里，海拔高度40米，2006年人口2,677。第二次世界大戰期間，納粹德國在1939年9月8日至1945年1月21日期間佔領該鎮。
52°38′00″N 17°26′00″E / 52.63333°N 17.43333°E